# Dominikia jesuita
Dominikia jesuita är en skalbaggsart som först beskrevs av Fabricius 1775.  Dominikia jesuita ingår i släktet Dominikia och familjen kapuschongbaggar. Inga underarter finns listade i Catalogue of Life.

## Bildgalleri

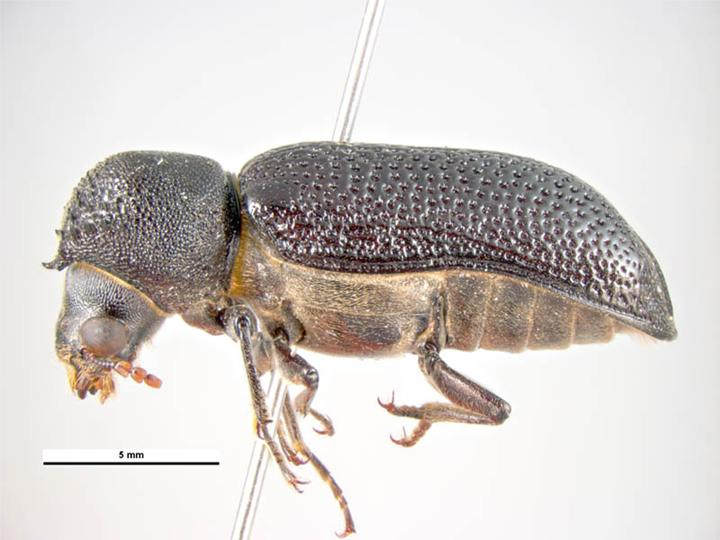